# Federico Sutermeister
Federico Sutermeister (29 de enero de 1873 en Aarau, † 16 de julio de 1934) fue un pastor reformado suizo y socialista religioso.

## Vida
Sutermeister era hijo de Otto Sutermeister y pasó su infancia en el monasterio Mariaberg cerca de San Galo, antes de que la familia se trasladó a Berna en 1880, donde él asistió a la escuela en el barrio Sulgenbach y a la escuela secundaria Gymnasium Kirchenfeld. A los dieciséis años fue al colégio “humanístico” de lenguas clásicas en Basilea, donde se hiyo amigo de Albert Barth. A partir de 1892 estudió teología en las universidades de Basilea, Berna y Berlín, donde asistió conferencias a cargo de Bernhard Duhm, Adolf von Harnack y Friedrich Paulsen. Después de graduarse, trabajó varios años como profesor privado de la familia Quarles van Ufford en los Países Bajos. En 1899 regresó a Suiza, se estableció en Schlossrued, y en 1901 se casó con Marie Rued Hunziker (1875-1947). En 1910, fue nombrado como pastor para una parroquia en Feuerthalen. En estos años, escribió regularmente para las revistas Der freie Schweizer Arbeiter (una revista socialista religiosa) y Neue Wege, en la cual él se expresó contra el imperialismo europeo en África y propagó la Liga Suiza para la Protección de los nativos en el Congo.
En 1921 lo designaron a una parroquia en Binningen, donde también trabajó en la Cruz Azul y donde se hizo cargo del servicio para pobres del pastor Wilhelm Denz.
Sutermeister tocaba la viola e hizo Hausmusik (“música de casa”), con su hijo Henrique (1910-1995) tocaba piano a cuatro manos, Su amistad con Walter Courvoisier contribuyó a la carrera de su hijo. Otro de sus hijos, Juan Martín (1907-1977) lo convirtió en su novela Zwischen zwei Welten (“Entre dos mundos”) en una figura trágica.